# Рача (притока Дрине)
Рача је река, десна притока реке Дрине, код насеља Луг, представља отоку језера Јаревац, на планини Тари, у оквиру националног парка Тара.
Дужина реке је 11,96 km, површине слива 56,51 km², док су јој притоке, односно, саставнице потоци Јаревац (2,13 km) и Совљак (2,88 km). Горњи део тока представља кањон Раче, кроз који река делимично тече подземно и поново избија као врела Раче. 
У долини реке Раче се налази манастир Рача и археолошко налазиште Скит Светог Ђорђа, за које се везује постојање Рачанске преписивачке школе.